# 12.º Parlamento de Malasia
El duodécimo Parlamento de Malasia se reunió por primera vez el 28 de abril de 2008 cuando, tras realizarse las elecciones federales, se constituyó el Dewan Rakyat (Cámara de Representantes) que, junto con el Dewan Negara (Senado), son las dos ramas legislativas del Parlamento. Su última sesión fue el 29 de noviembre de 2012 y se disolvió el 3 de abril de 2013, faltando todavía veinticinco días para su disolución obligatoria (el 28 de abril de 2013). Sostuvo al tercer gobierno de Abdullah Ahmad Badawi (19 de marzo de 2008 - 9 de abril de 2009) y al primer gobierno de Najib Razak (9 de abril de 2009 - 15 de mayo de 2013). Con cuatro años, once meses, y cinco días, fue la legislatura más larga de la historia de Malasia, descontando la tercera, que se vio parcialmente interrumpida por el Incidente del 13 de mayo de 1969.
Esta legislatura se caracterizó por ser la primera desde 1969 en la que la coalición Barisan Nasional (Frente Nacional), gobernante desde 1957 (hasta 1973 como la Alianza) no contaba con una mayoría calificada de dos tercios, necesaria para modificar la constitución federal sin tener que negociar con otras fuerzas políticas. Fue, además, la primera legislatura que, al momento de su elección, era puramente bipartidista en el plano de los bloques parlamentarios, pues solo el Barisan Nasional y un nuevo grupo opositor, el Pakatan Rakyat (Pacto Popular o PR) consiguieron escaños. El Partido Progresista de Sabah (SAPP), se separó del BN durante la legislatura pero siguió formando en la práctica parte de la coalición.

## Eventos

### Elecciones federales
Las duodécimas elecciones federales de Malasia tuvieron lugar el 8 de marzo de 2008 con el objetivo de renovar 222 escaños del Dewan Rakyat. En una jornada sumamente polarizada, el Barisan Nasional, que hasta entonces controlaba el 90% de los escaños, obtuvo una muy ajustada victoria ante la coalición opositora Pakatan Rakyat, con un 51.39% de los votos del BN contra un 47.79% del PR, lo que resultó en que el frente oficialista perdiera la mayoría de dos tercios, que conservaba desde 1973. El BN obtuvo 140 escaños contra 82 del PR, sin que ninguna otra fuerza pudiera conseguir escaños, deviniendo en el primer legislativo completamente bipartidista del país. En el plano estatal, el BN perdía también el control de cuatro estados y fracasaba en recuperar Kelantan, quedando cinco gobernaciones bajo el mando del PR.
Además de la sorpresa de las elecciones, que marcaron la llegada de un contrapeso opositor coherente y capaz de ganar elecciones, el 12.º Parlamento de Malasia tuvo otra serie de novedades. El nuevo Ministro de Información, Ahmad Shabery Cheek, anunció que los treinta minutos de las sesiones del Dewan Rakyat dedicados al interrogatorio opositor al gobierno serían transmitidos en vivo por cadena nacional, con la posibilidad de una transmisión completa si la audiencia aumentaba. Además, Wan Azizah Wan Ismail, líder del Partido de la Justicia Popular (PKR), principal componente del Pakatan Rakyat, se convirtió en la primera mujer en ostentar el cargo de Líder de la Oposición Federal. Hubo veinticuatro mujeres en el Dewan Rakyat, 14 del BN y 10 del PR. Además, un número récord de indios étnicos serían miembros de la legislatura, con diez parlamentarios. Por primera vez, el presidente del Dewan Rakyat y todos sus suplentes venían de Malasia Oriental.

### Primera sesión
La elección de los vicejefes provocó una pequeña controversia, ya que Lim Kit Siang, del opositor Partido de Acción Democrática, nominó a Tan Seng Giaw para uno de los dos puestos. La elección del Presidente fue unánime, ya que no se nominó ningún otro candidato. Wan Junaidi Tuanku Jaafar recibió 157 votos, mientras que Ronald Kiandee obtuvo 140 votos. Tan quedó en tercer lugar con 81 votos.
Después de que los diputados tomaran posesión el primer día de la primera sesión del Dewan Rakyat, todos excepto la líder de la oposición Wan Azizah recibieron invitaciones personales para que ellos y sus cónyuges asistieran a la inauguración oficial del Parlamento por parte del Yang di-Pertuan Agong Mizan Zainal Abidin el día siguiente. Wan Azizah exigió una explicación de por qué solo recibió una carta, y por qué su marido Anwar Ibrahim, un controvertido ex vice primer ministro y ahora el líder de facto de Pakatan Rakyat, no fue invitado oficialmente a asistir a la ceremonia. Luego recibieron una invitación oficial; La asistencia de Anwar al día siguiente fue la primera vez que estuvo en el Parlamento desde su despido en 1998.
La primera sesión estuvo llena de controversias. Karpal Singh, del DAP, retrasó el procedimiento protestando porque varios diputados no habían jurado válidamente porque no habían levantado la mano derecha, un reclamo que el presidente de la cámara rechazó. Karpal posteriormente intercambió insultos con Bung Moktar Radin, de la UMNO, llamándolo "Pie Grande", a lo que Bung respondió llamándolo "gran mono". Durante el turno de preguntas, el presidente dio una pregunta para el primer ministro a Razali Ibrahim y se negó a permitir preguntas de seguimiento complementarias, una decisión que Lim Kit Siang denunció como "burlarse" de la Cámara, calificándolo como parte de "una conspiración para silenciar a los diputados de la oposición". Después de que el primer ministro intervino personalmente, el presidente permitió que Abdul Hadi Awang, líder del PAS, hiciera una pregunta de seguimiento. Azmin Ali, del PKR, también protestó por la asignación de preguntas del Presidente, argumentando que como Líder de la Oposición, Wan Azizah tenía el derecho de hacerle una primera pregunta al primer ministro, y que los diputados de BN recibían una cantidad desproporcionada de preguntas.
El polémico debate llevó al Ministro de Información, Ahmad Shabery Cheek, a sugerir que el gobierno revisara las transmisiones en vivo de los primeros 30 minutos del turno de preguntas porque "se utilizó indebidamente para buscar publicidad barata y plantear asuntos triviales". Más tarde dijo que propondría al gabinete que los planes para transmitir los futuros tiempos de preguntas sean archivados. En respuesta, el vicepresidente Wan Junaidi dijo que era demasiado pronto para tomar una decisión firme sobre el futuro de las transmisiones en vivo: "Siento que el gobierno debería determinar si este es un fenómeno del primer día o si continuará". El primer ministro Abdullah, cuyo gobierno se encontraba en crisis por la debacle electoral y, para entonces, había perdido gran parte de su poder, también pidió la cancelación de las transmisiones en vivo, pero el Gabinete decidió continuarlas por el momento.
El 28 de mayo, surgió una controversia en el Dewan Rakyat luego de que los parlamentarios del Pakatan Rakyat protestaran porque el resultado de una votación por voz sobre parte de la Ley de Suministros Suplementarios de 2008 (2007) no estaba claro. Algunos observadores sugirieron que el número de parlamentarios del Pakatan Rakyat en la cámara en ese momento en realidad había excedido al número de diputados del Barisan Nasional, lo que indica que la moción en realidad podría haber fallado. Después de que quince de los diputados de PR solicitaron una votación registrada, el vicepresidente anunció una división sobre la cuestión de la moción, algo nunca antes ocurrido en el legislativo. Muchos parlamentarios del BN, ausentes hasta el momento, se vieron obligados a acudir velozmente a la cámara para votar, incluido el primer ministro; la moción finalmente fue aprobada, 92 a favor y 60 en contra. El Ministro de Educación, Hishammuddin Hussein, más tarde criticó la solicitud de una división, diciendo que "todo el alboroto que provocaron (los diputados de la oposición) es solo para perturbar e interrumpir el proceso". El dirigente del PKR Azmin Ali, sin embargo, calificó la votación parlamentaria como una victoria moral para la oposición, afirmando: "Esta es la primera vez que he visto al primer ministro corriendo a votar en la cámara".
Cuando la primera sesión del Dewan Rakyat llegó a su fin a fines de mayo, The Malaysian Insider declaró que era "una cámara diferente para todos los que entran", citando cómo ahora las vidas de los miembros del Gabinete giraban en torno a las sesiones parlamentarias, con los ministros forzados a atender para responder preguntas y participar en los votos.

### Moción de censura

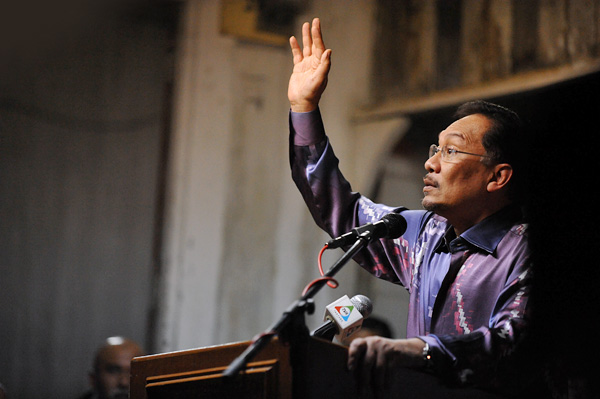
Anwar Ibrahim, Líder de la Oposición Federal desde el 28 de agosto de 2008.

El 18 de junio de 2008, Chua Soon Bui y Eric Enchin Majimbun , ambos miembros del Partido Progresista de Sabah (SAPP, parte del Barisan Nasional), anunciaron que apoyarían una posible moción de censura contra el gobierno el 23 de junio, citando el fracaso del gobierno federal para controlar la inmigración ilegal en Sabah, la mala gestión económica y la pérdida de confianza en el liderazgo de Abdullah. El presidente del partido, Yong Teck Lee, sugirió que el partido podría retirarse del BN para el final de la semana.
El líder del DAP, Lim Kit Siang, expresó sus dudas sobre la viabilidad de la moción y dijo que "no hay ninguna disposición para una moción de censura bajo las órdenes permanentes". A partir del 18 de junio de 2008, no hay ninguna disposición sobre si se requiere una mayoría simple o una mayoría de dos tercios para aprobar una moción de censura. Dado que la moción no sería privilegiada en la agenda del Dewan Rakyat, para que sea debatido el lunes, el gobierno tendría que dejar de lado sus asuntos programados. Además, las Órdenes Permanentes requieren que la casa reciba aviso previo de cualquier moción, ordinaria o sustantiva. Lim sugirió que la única forma en que la moción podría ser presentada y debatida el lunes era si el orador dictaminaba que se trataba de una moción "sustantiva y extraordinaria", dándole prioridad sobre otros asuntos en el documento de la orden.
Aunque fracasado, fue el primer intento serio de ejecutar una moción de censura parlamentaria contra un gobierno malasio.

## Composición
| Estado          | Total | BN      | PR     |
| --------------- | ----- | ------- | ------ |
| Perlis          | 3     | 3/3     |        |
| Kedah           | 15    | 4/15    | 11/15  |
| Kelantan        | 14    | 2/14    | 12/14  |
| Terengganu      | 8     | 7/8     | 1/8    |
| Penang          | 13    | 2/13    | 11/13  |
| Perak           | 24    | 13/24   | 11/24  |
| Pahang          | 14    | 12/14   | 2/14   |
| Selangor        | 22    | 5/22    | 17/22  |
| Kuala Lumpur    | 11    | 1/11    | 10/11  |
| Putrajaya       | 1     | 1/1     |        |
| Negeri Sembilan | 8     | 5/8     | 3/8    |
| Malacca         | 6     | 5/6     | 1/6    |
| Johor           | 26    | 25/26   | 1/26   |
| Labuán          | 1     | 1/1     |        |
| Sabah           | 25    | 24/25   | 1/25   |
| Sarawak         | 24    | 30/31   | 1/31   |
| Total           | 222   | 140/222 | 82/222 |

## Fechas de sesiones
| Período | Sesión | Fecha                                      |
| ------- | ------ | ------------------------------------------ |
| 1       | 1      | 28 de abril – 29 de mayo de 2008           |
| 1       | 2      | 23 de junio – 17 de julio de 2008          |
| 1       | 3      | 18 de agosto – 18 de diciembre de 2008     |
| 1       | 4      | 12 de enero de 2009                        |
| 2       | 1      | 16 de enero – 23 de mayo de 2009           |
| 2       | 2      | 15 de junio – 7 de julio de 2009           |
| 2       | 3      | 19 de octubre – 17 de diciembre de 2009    |
| 3       | 1      | 15 de marzo – 22 de abril de 2010          |
| 3       | 2      | 7 de junio – 15 de julio de 2010           |
| 3       | 3      | 11 de octubre – 16 de diciembre de 2010    |
| 4       | 1      | 7 de marzo – 7 de abril de 2011            |
| 4       | 2      | 13 – 30 de junio de 2011                   |
| 4       | 3      | 3 de octubre – 1 de diciembre de 2011      |
| 5       | 1      | 12 de marzo – 19 de abril de 2012          |
| 5       | 2      | 11 – 28 de junio de 2012                   |
| 5       | 3      | 24 de septiembre – 29 de noviembre de 2012 |

## Dewan Rakyat
| Estado          | Circunscripción | Circunscripción       | Partido                                        | Partido                    | Diputado                                                            |
| --------------- | --------------- | --------------------- | ---------------------------------------------- | -------------------------- | ------------------------------------------------------------------- |
| Perlis          | P001            | Padang Besar          |                                                | Barisan Nasional (UMNO)    | Azmi Khalid                                                         |
| Perlis          | P002            | Kangar                |                                                | Barisan Nasional (UMNO)    | Mohd Radzi Sheikh Ahmad                                             |
| Perlis          | P003            | Arau                  |                                                | Barisan Nasional (UMNO)    | Ismail Kassim                                                       |
| Kedah           | P004            | Langkawi              |                                                | Barisan Nasional (UMNO)    | Abu Bakar Taib                                                      |
| Kedah           | P005            | Jerlun                |                                                | Barisan Nasional (UMNO)    | Mukhriz Mahathir                                                    |
| Kedah           | P006            | Kubang Pasu           |                                                | Barisan Nasional (UMNO)    | Mohd Johari Baharum                                                 |
| Kedah           | P007            | Padang Terap          |                                                | Pakatan Rakyat (PAS)       | Mohd Nasir Zakaria                                                  |
| Kedah           | P008            | Pokok Sena            |                                                | Pakatan Rakyat (PAS)       | Mahfuz Omar                                                         |
| Kedah           | P009            | Alor Setar            |                                                | Barisan Nasional (MCA)     | Chor Chee Heung                                                     |
| Kedah           | P010            | Kuaal Kedah           |                                                | Pakatan Rakyat (PKR)       | Ahmad Kassim                                                        |
| Kedah           | P011            | Pendang               |                                                | Pakatan Rakyat (PAS)       | Mohd Hayati Othman                                                  |
| Kedah           | P012            | Jerai                 |                                                | Pakatan Rakyat (PAS)       | Mohd Firdaus Jaafar                                                 |
| Kedah           | P013            | Sik                   |                                                | Pakatan Rakyat (PAS)       | Che Uda Che Nik                                                     |
| Kedah           | P014            | Merbok                |                                                | Pakatan Rakyat (PKR)       | Rashid Din                                                          |
| Kedah           | P015            | Sungai Petani         |                                                | Pakatan Rakyat (PKR)       | Johari Abdul                                                        |
| Kedah           | P016            | Baling                |                                                | Pakatan Rakyat (PAS)       | Taib Azamudden Md Taib                                              |
| Kedah           | P017            | Padang Serai          |                                                | Pakatan Rakyat (PKR)       | N. Gobalakrishnan                                                   |
| Kedah           | P018            | Kulim-Bandar Baharu   |                                                | Pakatan Rakyat (PKR)       | Zulkifli Nordin                                                     |
| Kelantan        | P019            | Tumpat                |                                                | Pakatan Rakyat (PAS)       | Kamarudin Jaffar                                                    |
| Kelantan        | P020            | Pengkalan Chepa       |                                                | Pakatan Rakyat (PAS)       | Abdul Halim Abdul Rahman                                            |
| Kelantan        | P021            | Kota Bharu            |                                                | Pakatan Rakyat (PAS)       | Wan Abdul Rahim Wan Abdullah                                        |
| Kelantan        | P022            | Pasir Mas             |                                                | Pakatan Rakyat (PAS)       | Ibrahim Ali                                                         |
| Kelantan        | P023            | Rantau Panjang        |                                                | Pakatan Rakyat (PAS)       | Siti Zailah Mohd Yusoff                                             |
| Kelantan        | P024            | Kubang Kerian         |                                                | Pakatan Rakyat (PAS)       | Salahuddin Ayub                                                     |
| Kelantan        | P025            | Bachok                |                                                | Pakatan Rakyat (PAS)       | Nasharudin Mat Isa                                                  |
| Kelantan        | P026            | Baling                |                                                | Pakatan Rakyat (PKR)       | Abdul Aziz Abdul Kadir                                              |
| Kelantan        | P027            | Tanah Merah           |                                                | Pakatan Rakyat (PKR)       | Amran Ab Ghani                                                      |
| Kelantan        | P028            | Pasir Puteh           |                                                | Pakatan Rakyat (PAS)       | Muhammad Husin                                                      |
| Kelantan        | P029            | Machang               |                                                | Pakatan Rakyat (PKR)       | Saifuddin Nasution Ismail                                           |
| Kelantan        | P030            | Jeli                  |                                                | Barisan Nasional (UMNO)    | Mustapa Mohamed                                                     |
| Kelantan        | P031            | Pasir Puteh           |                                                | Pakatan Rakyat (PAS)       | Mohd Hatta Ramli                                                    |
| Kelantan        | P032            | Gua Musang            |                                                | Barisan Nasional (UMNO)    | Tengku Razaleigh Hamzah                                             |
| Terengganu      | P033            | Besut                 |                                                | Barisan Nasional (UMNO)    | Abdullah Md Zin                                                     |
| Terengganu      | P034            | Setiu                 |                                                | Barisan Nasional (UMNO)    | Mohd Jidin Shafee                                                   |
| Terengganu      | P035            | Kuala Nerus           |                                                | Pakatan Rakyat (PAS)       | Mohd Nasir Ibrahim Fikri                                            |
| Terengganu      | P036            | Kuala Terengganu      |                                                | Pakatan Rakyat (PAS)       | Mohd Abdul Wahid Endut (desde el 17 de enero de 2009)               |
| Terengganu      | P036            | Kuala Terengganu      |                                                | Barisan Nasional (UMNO)    | Razali Ismail                                                       |
| Terengganu      | P037            | Marang                |                                                | Pakatan Rakyat (PAS)       | Abdul Hadi Awang                                                    |
| Terengganu      | P038            | Hulu Terengganu       |                                                | Barisan Nasional (UMNO)    | Mohd Nor Othman                                                     |
| Terengganu      | P039            | Dungun                |                                                | Barisan Nasional (UMNO)    | Matulidi Jusoh                                                      |
| Terengganu      | P040            | Kemaman               |                                                | Barisan Nasional (UMNO)    | Ahmad Shabery Cheek                                                 |
| Penang          | P041            | Kepala Batas          |                                                | Barisan Nasional (UMNO)    | Abdullah Ahmad Badawi (Primer ministro hasta el 3 de abril de 2009) |
| Penang          | P042            | Tasek Gelugor         |                                                | Barisan Nasional (UMNO)    | Nor Mohamed Yakcop                                                  |
| Penang          | P043            | Bagan                 |                                                | Pakatan Rakyat (DAP)       | Lim Guan Eng                                                        |
| Penang          | P044            | Permatang Pauh        |                                                | Pakatan Rakyat (PKR)       | Wan Azizah Wan Ismail (hasta el 31 de julio de 2008)                |
| Penang          | P044            | Permatang Pauh        | Anwar Ibrahim (desde el 28 de agosto de 2008)  | Pakatan Rakyat (PKR)       |                                                                     |
| Penang          | P045            | Bukit Mertajam        |                                                | Pakatan Rakyat (DAP)       | Chong Eng                                                           |
| Penang          | P046            | Batu Kawan            |                                                | Pakatan Rakyat (DAP)       | Ramasamy Palanisamy                                                 |
| Penang          | P047            | Nibong Tebal          |                                                | Pakatan Rakyat (PKR)       | Tan Tee Beng                                                        |
| Penang          | P048            | Bukit Bendera         |                                                | Pakatan Rakyat (DAP)       | Liew Chin Tong                                                      |
| Penang          | P049            | Tanjong               |                                                | Pakatan Rakyat (DAP)       | Chow Kon Yeow                                                       |
| Penang          | P050            | Jelutong              |                                                | Pakatan Rakyat (DAP)       | Jeff Ooi Chuan Aun                                                  |
| Penang          | P051            | Bukit Gelugor         |                                                | Pakatan Rakyat (DAP)       | Karpal Singh Ram Singh                                              |
| Penang          | P052            | Bayan Baru            |                                                | Pakatan Rakyat (PKR)       | Zahrain Mohamed Hashim                                              |
| Penang          | P053            | Balik Pulau           |                                                | Pakatan Rakyat (PKR)       | Mohd Yusmadi Mohd Yusoff                                            |
| Perak           | P054            | Gerik                 |                                                | Barisan Nasional (Gerakan) | Tan Lian Hoe                                                        |
| Perak           | P055            | Lenggong              |                                                | Barisan Nasional (UMNO)    | Shamsul Anuar Nasarah                                               |
| Perak           | P056            | Larut                 |                                                | Barisan Nasional (UMNO)    | Hamzah Zainudin                                                     |
| Perak           | P057            | Parit Buntar          |                                                | Pakatan Rakyat (PAS)       | Mujahid Yusof Rawa                                                  |
| Perak           | P058            | Bagan Serai           |                                                | Barisan Nasional (UMNO)    | Noor Azmi bin Ghazali                                               |
| Perak           | P059            | Bukit Gantang         |                                                | Pakatan Rakyat (PAS)       | Roslan Shaharum                                                     |
| Perak           | P059            | Bukit Gantang         | Nizar Jamaluddin (desde el 7 de abril de 2009) | Pakatan Rakyat (PAS)       |                                                                     |
| Perak           | P060            | Taiping               |                                                | Pakatan Rakyat (DAP)       | Nga Kor Ming                                                        |
| Perak           | P061            | Padang Rengas         |                                                | Barisan Nasional (UMNO)    | Mohamed Nazri bin Abdul Aziz                                        |
| Perak           | P062            | Sungai Siput          |                                                | Pakatan Rakyat (PSM)       | Michael Jeyakumar Devaraj                                           |
| Perak           | P063            | Tambun                |                                                | Barisan Nasional (UMNO)    | Ahmad Husni Hanadzlah                                               |
| Perak           | P064            | Ipoh Timor            |                                                | Pakatan Rakyat (DAP)       | Lim Kit Siang                                                       |
| Perak           | P065            | Ipoh Barat            |                                                | Pakatan Rakyat (DAP)       | M. Kulasegaran                                                      |
| Perak           | P066            | Batu Gajah            |                                                | Pakatan Rakyat (DAP)       | Fong Po Kuan                                                        |
| Perak           | P067            | Kuala Kangsar         |                                                | Barisan Nasional (UMNO)    | Rafidah Aziz                                                        |
| Perak           | P068            | Beruas                |                                                | Pakatan Rakyat (DAP)       | Ngeh Koo Ham                                                        |
| Perak           | P069            | Parit                 |                                                | Barisan Nasional (UMNO)    | Mohd Nizar Zakaria                                                  |
| Perak           | P070            | Kampar                |                                                | Barisan Nasional (MCA)     | Lee Chee Leong                                                      |
| Perak           | P071            | Gopeng                |                                                | Pakatan Rakyat (PKR)       | Lee Boon Chye                                                       |
| Perak           | P072            | Tapah                 |                                                | Barisan Nasional (MIC)     | Saravanan Murugan                                                   |
| Perak           | P073            | Pasir Salak           |                                                | Barisan Nasional (UMNO)    | Tajuddin Abdul Rahman                                               |
| Perak           | P074            | Lumut                 |                                                | Barisan Nasional (MCA)     | Kong Cho Ha                                                         |
| Perak           | P075            | Bagan Datuk           |                                                | Barisan Nasional (UMNO)    | Ahmad Zahid Hamidi                                                  |
| Perak           | P076            | Teluk Intan           |                                                | Pakatan Rakyat (DAP)       | M. Manogaran                                                        |
| Perak           | P077            | Tanjong Malim         |                                                | Barisan Nasional (MCA)     | Ong Ka Chuan                                                        |
| Pahang          | P078            | Cameron Highlands     |                                                | Barisan Nasional (MIC)     | Palanivel Govindasamy                                               |
| Pahang          | P079            | Lipis                 |                                                | Barisan Nasional (UMNO)    | Mohamad Shahrum Osman                                               |
| Pahang          | P080            | Raub                  |                                                | Barisan Nasional (MCA)     | Ng Yen Yen                                                          |
| Pahang          | P081            | Jerantut              |                                                | Barisan Nasional (UMNO)    | Tengku Azlan Sultan Abu Bakar                                       |
| Pahang          | P082            | Indera Mahkota        |                                                | Pakatan Rakyat (PKR)       | Azan Ismail                                                         |
| Pahang          | P083            | Kuantan               |                                                | Pakatan Rakyat (PKR)       | Fuziah Salleh                                                       |
| Pahang          | P084            | Paya Besar            |                                                | Barisan Nasional (UMNO)    | Abdul Manan Ismail                                                  |
| Pahang          | P085            | Pekan                 |                                                | Barisan Nasional (UMNO)    | Najib Razak (Primer ministro desde el 3 de abril de 2009)           |
| Pahang          | P086            | Maran                 |                                                | Barisan Nasional (UMNO)    | Ismail bin Abd Muttalib                                             |
| Pahang          | P087            | Kuala Krau            |                                                | Barisan Nasional (UMNO)    | Ismail bin Mohamed Said                                             |
| Pahang          | P088            | Temerloh              |                                                | Pakatan Rakyat (PAS)       | Saifuddin Abdullah                                                  |
| Pahang          | P089            | Bentong               |                                                | Barisan Nasional (MCA)     | Liow Tiong Lai                                                      |
| Pahang          | P090            | Bera                  |                                                | Barisan Nasional (UMNO)    | Ismail Sabri Yaakob                                                 |
| Pahang          | P091            | Rompin                |                                                | Barisan Nasional (UMNO)    | Jamaluddin Jarjis                                                   |
| Selangor        | P092            | Sabak Bernam          |                                                | Barisan Nasional (UMNO)    | Abdul Rahman Bakri                                                  |
| Selangor        | P093            | Sungai Besar          |                                                | Barisan Nasional (UMNO)    | Noriah Kasnon                                                       |
| Selangor        | P094            | Hulu Selangor         |                                                | Barisan Nasional (MIC)     | Kamalanathan Panchanathan                                           |
| Selangor        | P094            | Hulu Selangor         |                                                | Pakatan Rakyat (PKR)       | Zainal Abidin Ahmad (hasta el 25 de marzo de 2010)                  |
| Selangor        | P095            | Tanjong Karang        |                                                | Barisan Nasional (UMNO)    | Noh Omar                                                            |
| Selangor        | P096            | Kuala Selangor        |                                                | Pakatan Rakyat (PAS)       | Dzulkefly Ahmad                                                     |
| Selangor        | P097            | Selayang              |                                                | Pakatan Rakyat (PKR)       | William Leong Jee Keen                                              |
| Selangor        | P098            | Gombak                |                                                | Pakatan Rakyat (PKR)       | Mohamed Azmin Ali                                                   |
| Selangor        | P099            | Ampang                |                                                | Pakatan Rakyat (PKR)       | Zuraida Kamarudin                                                   |
| Selangor        | P100            | Pandan                |                                                | Barisan Nasional (MCA)     | Ong Tee Keat                                                        |
| Selangor        | P101            | Hulu Langat           |                                                | Pakatan Rakyat (PAS)       | Che Rosli Che Mat                                                   |
| Selangor        | P102            | Bangi                 |                                                | Pakatan Rakyat (DAP)       | Teo Nie Ching                                                       |
| Selangor        | P103            | Puchong               |                                                | Pakatan Rakyat (DAP)       | Gobind Singh Deo                                                    |
| Selangor        | P104            | Subang                |                                                | Pakatan Rakyat (PKR)       | Loh Gwo Burne                                                       |
| Selangor        | P105            | Petaling Jaya Selatan |                                                | Pakatan Rakyat (PKR)       | Hee Loy Sian                                                        |
| Selangor        | P106            | Petaling Jaya Utara   |                                                | Pakatan Rakyat (DAP)       | Tony Pua Kiam Wee                                                   |
| Selangor        | P107            | Sungai Buloh          |                                                | Pakatan Rakyat (PKR)       | Sivarasa K. Rasiah                                                  |
| Selangor        | P108            | Shah Alam             |                                                | Pakatan Rakyat (PAS)       | Khalid Samad                                                        |
| Selangor        | P109            | Kapar                 |                                                | Pakatan Rakyat (PKR)       | S. Manikavasagam                                                    |
| Selangor        | P110            | Klang                 |                                                | Pakatan Rakyat (DAP)       | Charles Anthony Santiago                                            |
| Selangor        | P111            | Kota Raja             |                                                | Pakatan Rakyat (PAS)       | Siti Mariah Mahmud                                                  |
| Selangor        | P112            | Kuala Langat          |                                                | Pakatan Rakyat (PKR)       | Abdullah Sani Abdul Hamid                                           |
| Selangor        | P113            | Sepang                |                                                | Barisan Nasional (UMNO)    | Mohd Zin Mohamed                                                    |
| Kuala Lumpur    | P114            | Kepong                |                                                | Pakatan Rakyat (DAP)       | Tan Seng Giaw                                                       |
| Kuala Lumpur    | P115            | Batu                  |                                                | Pakatan Rakyat (PKR)       | Chua Tian Chang                                                     |
| Kuala Lumpur    | P116            | Wangsa Maju           |                                                | Pakatan Rakyat (PKR)       | Wee Choo Keong                                                      |
| Kuala Lumpur    | P117            | Segambut              |                                                | Pakatan Rakyat (DAP)       | Lim Lip Eng                                                         |
| Kuala Lumpur    | P118            | Setiawangsa           |                                                | Barisan Nasional (UMNO)    | Zulhasnan Rafique                                                   |
| Kuala Lumpur    | P119            | Titiwangsa            |                                                | Pakatan Rakyat (PAS)       | Lo' Lo' Mohd Ghazali                                                |
| Kuala Lumpur    | P120            | Bukit Bintang         |                                                | Pakatan Rakyat (DAP)       | Fong Kui Lun                                                        |
| Kuala Lumpur    | P121            | Lembah Pantai         |                                                | Pakatan Rakyat (PKR)       | Nurul Izzah Anwar                                                   |
| Kuala Lumpur    | P122            | Seputeh               |                                                | Pakatan Rakyat (DAP)       | Teresa Kok Suh Sim                                                  |
| Kuala Lumpur    | P123            | Cheras                |                                                | Pakatan Rakyat (DAP)       | Tan Kok Wai                                                         |
| Kuala Lumpur    | P124            | Bandar Tun Razak      |                                                | Pakatan Rakyat (PKR)       | Abdul Khalid Ibrahim                                                |
| Putrajaya       | P125            | Putrajaya             |                                                | Barisan Nasional (UMNO)    | Tengku Adnan Tengku Mansor                                          |
| Negeri Sembilan | P126            | Jelebu                |                                                | Barisan Nasional (UMNO)    | Rais Yatim                                                          |
| Negeri Sembilan | P127            | Jempol                |                                                | Barisan Nasional (UMNO)    | Lilah Yasin                                                         |
| Negeri Sembilan | P128            | Seremban              |                                                | Pakatan Rakyat (DAP)       | John Fernandez                                                      |
| Negeri Sembilan | P129            | Kuala Pilah           |                                                | Barisan Nasional (UMNO)    | Hasan Malek                                                         |
| Negeri Sembilan | P130            | Rasah                 |                                                | Pakatan Rakyat (DAP)       | Loke Siew Fook                                                      |
| Negeri Sembilan | P131            | Rembau                |                                                | Barisan Nasional (UMNO)    | Khairy Jamaluddin Abu Bakar                                         |
| Negeri Sembilan | P132            | Telok Kemang          |                                                | Pakatan Rakyat (PKR)       | Kamarul Baharin Abbas                                               |
| Negeri Sembilan | P133            | Tampin                |                                                | Barisan Nasional (UMNO)    | Shaziman Abu Mansor                                                 |
| Malacca         | P134            | Masjid Tanah          |                                                | Barisan Nasional (UMNO)    | Abu Seman Yusop                                                     |
| Malacca         | P135            | Alor Gajah            |                                                | Barisan Nasional (MCA)     | Fong Chan Onn                                                       |
| Malacca         | P136            | Tangga Batu           |                                                | Barisan Nasional (UMNO)    | Idris Haron                                                         |
| Malacca         | P137            | Hang Tuah Jaya        |                                                | Pakatan Rakyat (PKR)       | Md Sirat Abu                                                        |
| Malacca         | P138            | Kota Melaka           |                                                | Pakatan Rakyat (DAP)       | Sim Tong Him                                                        |
| Malacca         | P139            | Jasin                 |                                                | Barisan Nasional (UMNO)    | Ahmad Hamzah                                                        |
| Johor           | P140            | Segamat               |                                                | Barisan Nasional (MIC)     | Subramaniam Sathasivam                                              |
| Johor           | P141            | Sekijang              |                                                | Barisan Nasional (UMNO)    | Baharum Mohamed                                                     |
| Johor           | P142            | Labis                 |                                                | Barisan Nasional (MCA)     | Chua Tee Yong                                                       |
| Johor           | P143            | Pagoh                 |                                                | Barisan Nasional (UMNO)    | Muhyiddin Yassin                                                    |
| Johor           | P144            | Ledang                |                                                | Barisan Nasional (UMNO)    | Hamim Samuri                                                        |
| Johor           | P145            | Bakri                 |                                                | Pakatan Rakyat (DAP)       | Er Teck Hwa                                                         |
| Johor           | P146            | Muar                  |                                                | Barisan Nasional (UMNO)    | Razali Ibrahim                                                      |
| Johor           | P147            | Parit Sulong          |                                                | Barisan Nasional (UMNO)    | Noraini Ahmad                                                       |
| Johor           | P148            | Ayer Hitam            |                                                | Barisan Nasional (MCA)     | Wee Ka Siong                                                        |
| Johor           | P149            | Sri Gading            |                                                | Barisan Nasional (UMNO)    | Mohamad Aziz                                                        |
| Johor           | P150            | Batu Pahat            |                                                | Pakatan Rakyat (PKR)       | Mohd Puad Zarkashi                                                  |
| Johor           | P151            | Simpang Renggam       |                                                | Barisan Nasional (Gerakan) | Liang Teck Meng                                                     |
| Johor           | P152            | Kluang                |                                                | Barisan Nasional (MCA)     | Hou Kok Chung                                                       |
| Johor           | P153            | Sembrong              |                                                | Barisan Nasional (UMNO)    | Hishammuddin Hussein                                                |
| Johor           | P154            | Mersing               |                                                | Barisan Nasional (UMNO)    | Abdul Latiff Ahmad                                                  |
| Johor           | P155            | Tenggara              |                                                | Barisan Nasional (UMNO)    | Halimah Mohd Sadique                                                |
| Johor           | P156            | Kota Tinggi           |                                                | Barisan Nasional (UMNO)    | Syed Hamid Albar                                                    |
| Johor           | P157            | Pengerang             |                                                | Barisan Nasional (UMNO)    | Azalina Othman Said                                                 |
| Johor           | P158            | Tebrau                |                                                | Barisan Nasional (MCA)     | Teng Boon Soon                                                      |
| Johor           | P159            | Pasir Gudang          |                                                | Barisan Nasional (UMNO)    | Mohamed Khaled Nordin                                               |
| Johor           | P160            | Johor Bahru           |                                                | Barisan Nasional (UMNO)    | Shahrir Abdul Samad                                                 |
| Johor           | P161            | Pulai                 |                                                | Barisan Nasional (UMNO)    | Nur Jazlan Mohamed                                                  |
| Johor           | P162            | Iskandar Puteri       |                                                | Barisan Nasional (MCA)     | Tan Ah Eng                                                          |
| Johor           | P163            | Kulai                 |                                                | Barisan Nasional (MCA)     | Ong Ka Ting                                                         |
| Johor           | P164            | Pontian               |                                                | Barisan Nasional (UMNO)    | Ahmad Maslan                                                        |
| Johor           | P165            | Tanjong Piai          |                                                | Barisan Nasional (MCA)     | Wee Jeck Seng                                                       |
| Labuán          | P166            | Labuán                |                                                | Barisan Nasional (UMNO)    | Rozman Isli                                                         |
| Sabah           | P167            | Kudat                 |                                                | Barisan Nasional (UMNO)    | Abdul Rahim Bakri                                                   |
| Sabah           | P168            | Kota Marudu           |                                                | Barisan Nasional (PBS)     | Maximus Johnity Ongkili                                             |
| Sabah           | P169            | Kota Belud            |                                                | Barisan Nasional (UMNO)    | Abdul Rahman Dahlan                                                 |
| Sabah           | P170            | Tuaran                |                                                | Barisan Nasional (UPKO)    | Wilfred Bumburing                                                   |
| Sabah           | P171            | Sepanggar             |                                                | Barisan Nasional (SAPP)    | Eric Majimbun                                                       |
| Sabah           | P172            | Kota Kinabalu         |                                                | Pakatan Rakyat (DAP)       | Hiew King Chew                                                      |
| Sabah           | P173            | Putatan               |                                                | Barisan Nasional (UPKO)    | Marcus Mojigoh                                                      |
| Sabah           | P174            | Penampang             |                                                | Barisan Nasional (UPKO)    | Bernard Giluk Dompok                                                |
| Sabah           | P175            | Papar                 |                                                | Barisan Nasional (UMNO)    | Rosnah Abdul Rashid Shirlin                                         |
| Sabah           | P176            | Kimanis               |                                                | Barisan Nasional (UMNO)    | Anifah Aman                                                         |
| Sabah           | P177            | Beaufort              |                                                | Barisan Nasional (PBS)     | Lajim Ukin                                                          |
| Sabah           | P178            | Sipitang              |                                                | Barisan Nasional (UMNO)    | Sapawi Ahmad                                                        |
| Sabah           | P179            | Ranau                 |                                                | Barisan Nasional (UPKO)    | Siringan Gubat                                                      |
| Sabah           | P180            | Keningau              |                                                | Barisan Nasional (PBS)     | Joseph Pairin Kitingan                                              |
| Sabah           | P181            | Tenom                 |                                                | Barisan Nasional (UMNO)    | Raime Unggi                                                         |
| Sabah           | P182            | Pensiangan            |                                                | Barisan Nasional (PBRS)    | Arthur Joseph Kurup                                                 |
| Sabah           | P183            | Beluran               |                                                | Barisan Nasional (UMNO)    | Ronald Kiandee                                                      |
| Sabah           | P184            | Libaran               |                                                | Barisan Nasional (UMNO)    | Juslie Ajirol                                                       |
| Sabah           | P185            | Batu Sapi             |                                                | Barisan Nasional (PBS)     | Linda Tsen Thau Lin (desde el 4 de noviembre de 2010)               |
| Sabah           | P185            | Batu Sapi             | Edmund Chong Ket Wah                           | Barisan Nasional (PBS)     |                                                                     |
| Sabah           | P186            | Sandakan              |                                                | Barisan Nasional (LDP)     | Liew Vui Keong                                                      |
| Sabah           | P187            | Kinabatangan          |                                                | Barisan Nasional (UMNO)    | Bung Moktar Radin                                                   |
| Sabah           | P188            | Silam                 |                                                | Barisan Nasional (UMNO)    | Salleh Kalbi                                                        |
| Sabah           | P189            | Semporna              |                                                | Barisan Nasional (UMNO)    | Mohd Shafie Apdal                                                   |
| Sabah           | P190            | Tawau                 |                                                | Barisan Nasional (SUPP)    | Chua Soon Bui                                                       |
| Sabah           | P191            | Kalabakan             |                                                | Barisan Nasional (UMNO)    | Abdul Ghapur Salleh                                                 |
| Sarawak         | P192            | Mas Gading            |                                                | Barisan Nasional (SPDP)    | Tiki Lafe                                                           |
| Sarawak         | P193            | Santubong             |                                                | Barisan Nasional (PBB)     | Wan Junaidi Tuanku Jaafar                                           |
| Sarawak         | P194            | Petra Jaya            |                                                | Barisan Nasional (PBB)     | Fadillah Yusof                                                      |
| Sarawak         | P195            | Bandar Kuching        |                                                | Pakatan Rakyat (DAP)       | Chong Chieng Jen                                                    |
| Sarawak         | P196            | Stampin               |                                                | Barisan Nasional (SUPP)    | Yong Khoon Seng                                                     |
| Sarawak         | P197            | Kota Samarahan        |                                                | Barisan Nasional (PBB)     | Sulaiman Abdul Rahman Taib                                          |
| Sarawak         | P198            | Puncak Borneo         |                                                | Barisan Nasional (PBB)     | James Dawos Mamit                                                   |
| Sarawak         | P199            | Serian                |                                                | Barisan Nasional (SUPP)    | Richard Riot Jaem                                                   |
| Sarawak         | P200            | Batang Sadong         |                                                | Barisan Nasional (PBB)     | Nancy Shukri                                                        |
| Sarawak         | P201            | Batang Lupar          |                                                | Barisan Nasional (PBB)     | Rohani Abdul Karim                                                  |
| Sarawak         | P202            | Sri Aman              |                                                | Barisan Nasional (PRS)     | Masir Kujat                                                         |
| Sarawak         | P203            | Lubok Antu            |                                                | Barisan Nasional (PRS)     | William Nyallau Badak                                               |
| Sarawak         | P204            | Betong                |                                                | Barisan Nasional (PBB)     | Douglas Uggah Embas                                                 |
| Sarawak         | P205            | Saratok               |                                                | Barisan Nasional (SPDP)    | Jelaing Mersat                                                      |
| Sarawak         | P206            | Tanjong Manis         |                                                | Barisan Nasional (PBB)     | Norah Abdul Rahman                                                  |
| Sarawak         | P207            | Igan                  |                                                | Barisan Nasional (PBB)     | Wahab Dolah                                                         |
| Sarawak         | P208            | Sarikei               |                                                | Barisan Nasional (SUPP)    | Ding Kuong Hiing                                                    |
| Sarawak         | P209            | Julau                 |                                                | Barisan Nasional (PRS)     | Joseph Salang Gandum                                                |
| Sarawak         | P210            | Kanowit               |                                                | Barisan Nasional (PRS)     | Aaron Ago Dagang                                                    |
| Sarawak         | P211            | Lanang                |                                                | Barisan Nasional (SUPP)    | Tiong Thai King                                                     |
| Sarawak         | P212            | Sibu                  |                                                | Pakatan Rakyat (DAP)       | Wong Ho Leng (desde el 4 de noviembre de 2010)                      |
| Sarawak         | P212            | Sibu                  |                                                | Barisan Nasional (SUPP)    | Robert Lau Hoi Chew (hasta el 9 de abril de 2010)                   |
| Sarawak         | 213             | Mukah                 |                                                | Barisan Nasional (PBB)     | Leo Michael Toyad                                                   |
| Sarawak         | P214            | Selangau              |                                                | Barisan Nasional (PRS)     | Joseph Entulu Belaun                                                |
| Sarawak         | P215            | Kapit                 |                                                | Barisan Nasional (PBB)     | Alexander Nanta Linggi                                              |
| Sarawak         | P216            | Hulu Rajang           |                                                | Barisan Nasional (PRS)     | Billy Abit Joo                                                      |
| Sarawak         | P217            | Bintulu               |                                                | Barisan Nasional (SPDP)    | Tiong King Sing                                                     |
| Sarawak         | P218            | Sibuti                |                                                | Barisan Nasional (PBB)     | Ahmad Lai Bujang                                                    |
| Sarawak         | P219            | Miri                  |                                                | Barisan Nasional (SUPP)    | Peter Chin Fah Kui                                                  |
| Sarawak         | 220             | Baram                 |                                                | Barisan Nasional (SPDP)    | Jacob Dungau Sagan                                                  |
| Sarawak         | P221            | Limbang               |                                                | Barisan Nasional (PBB)     | Hasbi Habibollah                                                    |
| Sarawak         | P222            | Lawas                 |                                                | Barisan Nasional (PBB)     | Henry Sum Agong                                                     |